# リムランド

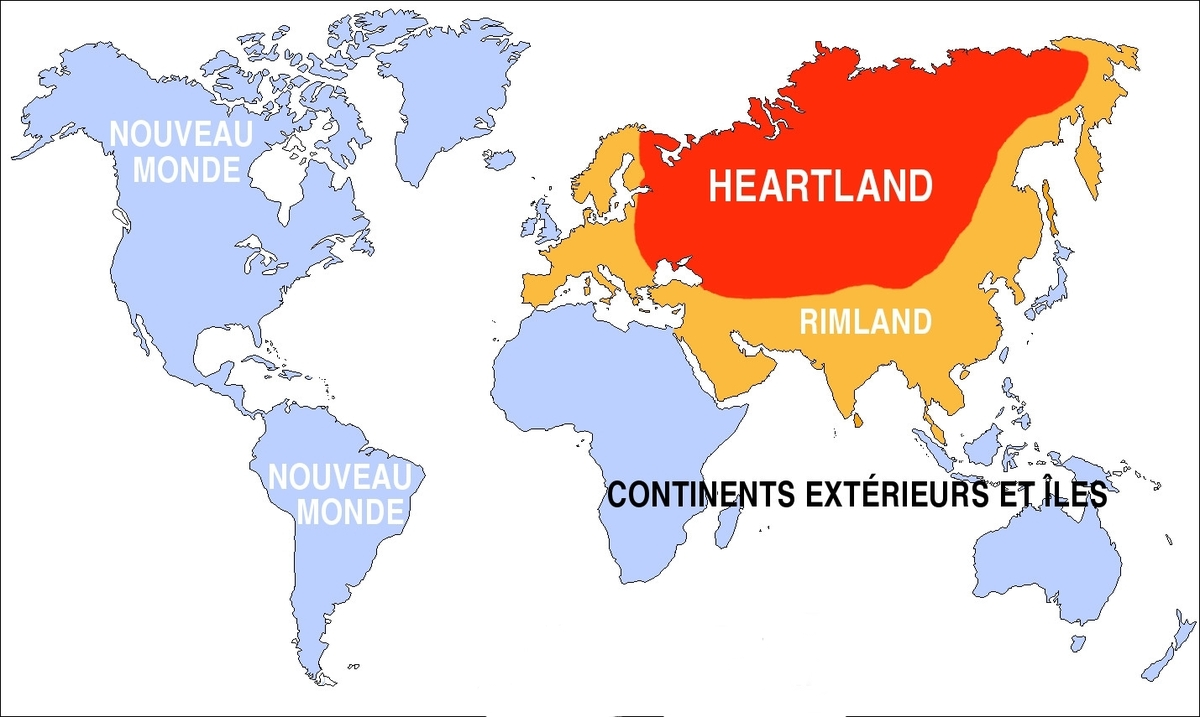
オレンジがリムランド

リムランド (Rimland) は地政学の用語のひとつ。

## 概要
ニコラス・スパイクマンによる造語であり、北西ヨーロッパから中東、インドシナ半島までの東南アジア、中国大陸、ユーラシア大陸東部に至るユーラシアの沿岸地帯を指す。ハルフォード・マッキンダーの主張した内側の三日月地帯を指しており、ハートランドを覆うように三日月地帯を形成しているのが特徴である。
スパイクマンはランドパワーとシーパワーの間に起こる紛争がすべてこの地帯で発生していることから、リムランドこそ最も重要な地政学的地域であると主張した。スパイクマンはアメリカがリムランドに対して、その力を投影させ、ソビエト連邦を中心とする他の勢力の浸透を阻止させ、グローバルな勢力均衡を図るよう提言した。また、スパイクマンは「リムランドを制するものはユーラシアを制し、ユーラシアを制するものは世界の命運を制する。」と述べている。